# Cercino

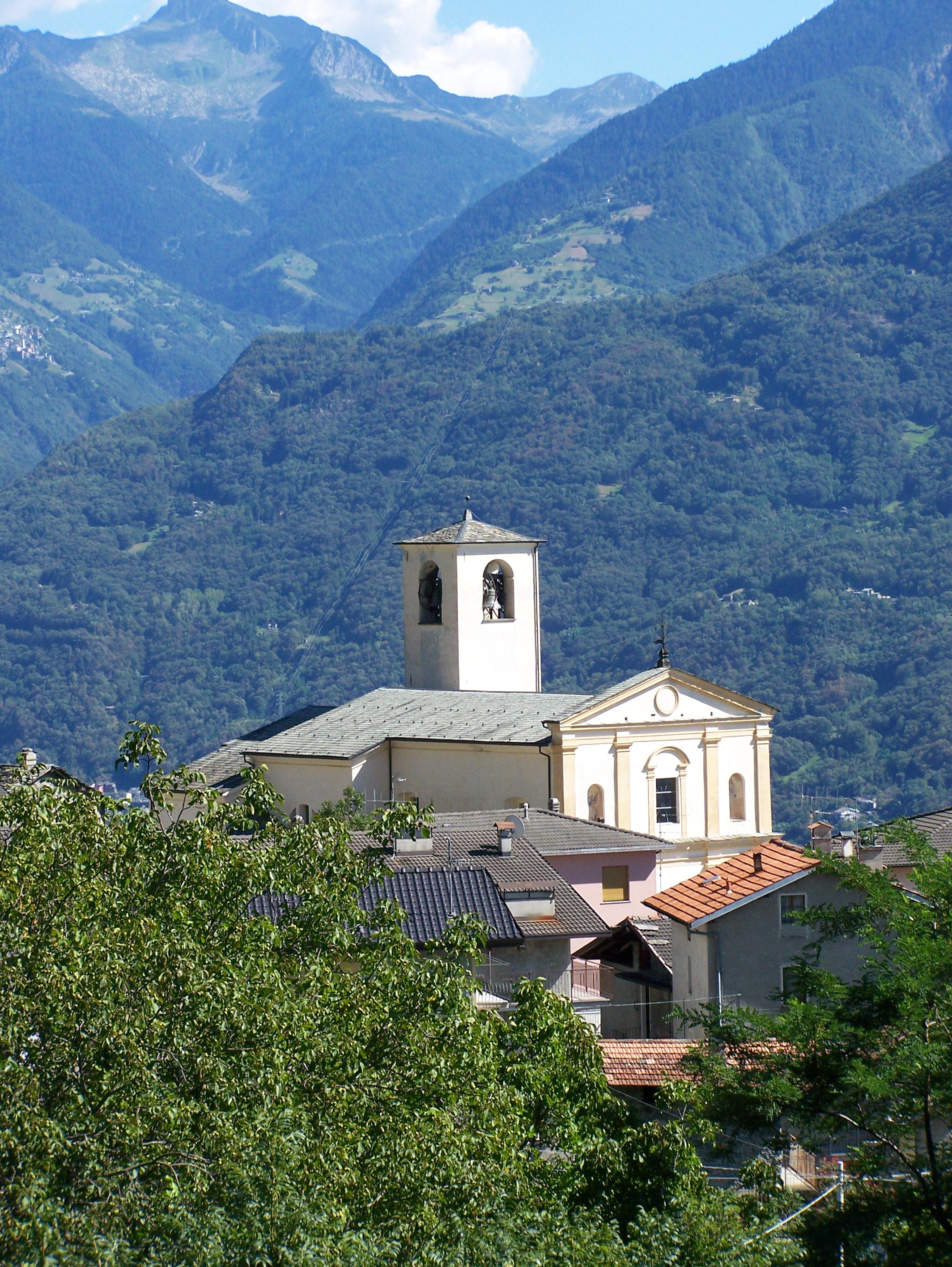
Cercino

Cercino ist eine norditalienische Gemeinde (comune)  in der Provinz Sondrio in der Lombardei.

## Lage und Einwohner
Die Gemeinde liegt etwa 28 Kilometer westlich von Sondrio und hat 816 Einwohnern (Stand 31. Dezember 2024). Durch den südlichen Teil der Gemeinde fließt die Adda. 
Die Nachbargemeinden sind Mantello, Cino (Lombardei), Traona und Morbegno.

## Geschichte
Erstmals erwähnt wurde die Gemeinde um 822.

## Sehenswürdigkeiten
- Pfarrkirche Michael Erzengel mit Fresken von Cesare Ligari (18. Jahrhundert).
- Oratorium Madonna della Pietà mit Hochaltar von Giacomo Longhi aus Viggiù (1768).
- Kirche Madonna della Neve im Ortsteil Siro.
- Kirche Santa Margherita e Carlo Borromeo im Ortsteil Piussogno.
- La Barachia di Partigian (1944).